# Santōka Taneda
 (novembre 2024).
Santōka Taneda (種田 山頭火, Taneda Santōka, né Shōichi Taneda le 3 décembre 1882 ; mort le 11 octobre 1940) est un moine bouddhiste et un poète de haïku japonais, particulièrement reconnu pour ses compositions libres.

## Vie
Santōka naît en décembre 1882 dans un village sur la pointe sud-ouest de Honshū. Il a onze ans lorsqu'il assiste au suicide de sa mère. La blessure sera indélébile.
Après des études de littérature — durant lesquelles il prend le nom de plume de Santōka — souvent interrompues par la dépression, il se réfugie dans l'alcool. Manquant de mettre fin à ses jours, il est recueilli dans un monastère bouddhiste zen, où il paraît trouver un semblant de paix. Il vit après cela une vie de moine vagabond, rédigeant au bord du chemin les haïkus nés de ses contemplations.
Il meurt dans son sommeil dans la nuit du 10 octobre 1940, dans un temple près de Matsuyama.

#### Traductions
- (ja + fr) Zen, saké, haïku, Moundarren, 2013, 186 p. (ISBN 978-2-907-31289-9)

#### Études et fiction
- Pierre Turlur, Trois maîtres zen : le vertueux, le rêveur, le vagabond, Paris, Le Relié, 2020, 200 p. (ISBN 978-2-35490-223-0)Les trois moines sont, respectivement: Dōgen, Ryōkan et Santōka

- Hubert Haddad, Mā, Paris, Zulma, 2015 (réimpr. Zulma Poche, 2016  (ISBN 978-2-843-04793-0), 240 p.), 216 p. (ISBN 978-2-843-04724-4)Roman mettant en scène différents haidjin, dont Santôka.